# Tresserre
Tresserre  est une commune française située dans l'est du département des Pyrénées-Orientales, en région Occitanie. Sur le plan historique et culturel, la commune est dans le Roussillon, une ancienne province du royaume de France, qui a existé de 1659 jusqu'en 1790 et qui recouvrait les trois vigueries du Roussillon, du Conflent et de Cerdagne.
Exposée à un climat méditerranéen, elle est drainée par le Tech et par deux autres cours d'eau. La commune possède un patrimoine naturel remarquable : un site Natura 2000 (« le Tech »), un espace protégé (le « Tresserre ») et deux zones naturelles d'intérêt écologique, faunistique et floristique.
Tresserre est une commune rurale qui compte 1 171 habitants en 2022, après avoir connu une forte hausse de la population depuis 1975.  Elle fait partie de l'aire d'attraction de Perpignan. Ses habitants sont appelés les Tresserrencs ou  Tresserrenques.

## Géographie

### Localisation
La commune de Tresserre se trouve dans le département des Pyrénées-Orientales, en région Occitanie.
Elle se situe à 16 km à vol d'oiseau de Perpignan, préfecture du département, à 11 km de Céret, sous-préfecture, et à 10 km de Thuir, bureau centralisateur du canton des Aspres dont dépend la commune depuis 2015 pour les élections départementales.
La commune fait en outre partie du bassin de vie du Boulou.
Les communes les plus proches sont : 
Passa (2,3 km), Villemolaque (2,9 km), Banyuls-dels-Aspres (3,1 km), Saint-Jean-Lasseille (3,6 km), Le Boulou (4,4 km), Fourques (4,6 km), Trouillas (5,7 km), Brouilla (6,0 km).
Sur le plan historique et culturel, Tresserre fait partie de la région des Aspres. Compris entre les sillons de la Têt au nord et du Tech au sud, ce minuscule territoire roussillonnais tire son nom de la nature caillouteuse de ses sols.

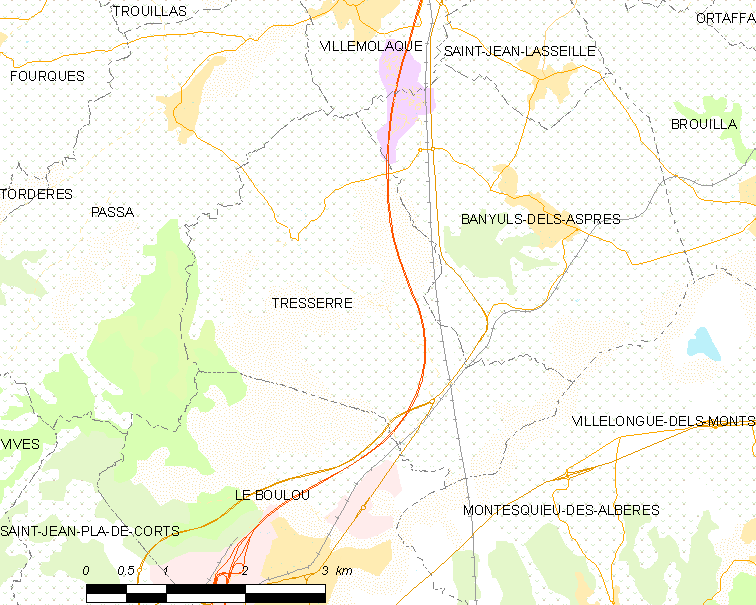
Situation de la commune

|       | Villemolaque |                         |
| Passa | Tresserre    | Banyuls-dels-Aspres     |
|       | Le Boulou    | Montesquieu-des-Albères |

### Géologie et relief
L'altitude de la commune varie entre 48 et 196 mètres.
La commune est classée en zone de sismicité 3, correspondant à une sismicité modérée.

### Climat
Pour des articles plus généraux, voir Climat de l'Occitanie et Climat des Pyrénées-Orientales.
En 2010, le climat de la commune est de type climat méditerranéen franc, selon une étude du CNRS s'appuyant sur une série de données couvrant la période 1971-2000. En 2020, Météo-France publie une typologie des climats de la France métropolitaine dans laquelle la commune est exposée à un climat méditerranéen et est dans la région climatique Provence, Languedoc-Roussillon, caractérisée par une pluviométrie faible en été, un très bon ensoleillement (2 600 h/an), un été chaud (21,5 °C), un air très sec en été, sec en toutes saisons, des vents forts (fréquence de 40 à 50 % de vents > 5 m/s) et peu de brouillards.
Pour la période 1971-2000, la température annuelle moyenne est de 14,6 °C, avec une amplitude thermique annuelle de 15,5 °C. Le cumul annuel moyen de précipitations est de 652 mm, avec 5,2 jours de précipitations en janvier et 3,3 jours en juillet. Pour la période 1991-2020, la température moyenne annuelle observée sur la station météorologique la plus proche, située sur la commune de Vivès à 7 km à vol d'oiseau, est de 15,8 °C et le cumul annuel moyen de précipitations est de 669,2 mm,. Pour l'avenir, les paramètres climatiques de la commune estimés pour 2050 selon différents scénarios d’émission de gaz à effet de serre sont consultables sur un site dédié publié par Météo-France en novembre 2022.

### Milieux naturels et biodiversité

#### Espaces protégés
La protection réglementaire est le mode d’intervention le plus fort pour préserver des espaces naturels remarquables et leur biodiversité associée,.
Un  espace protégé est présent sur la commune : 
le « Tresserre », un terrain acquis (ou assimilé) par un conservatoire d'espaces naturels, d'une superficie de 4,9 ha.

#### Réseau Natura 2000

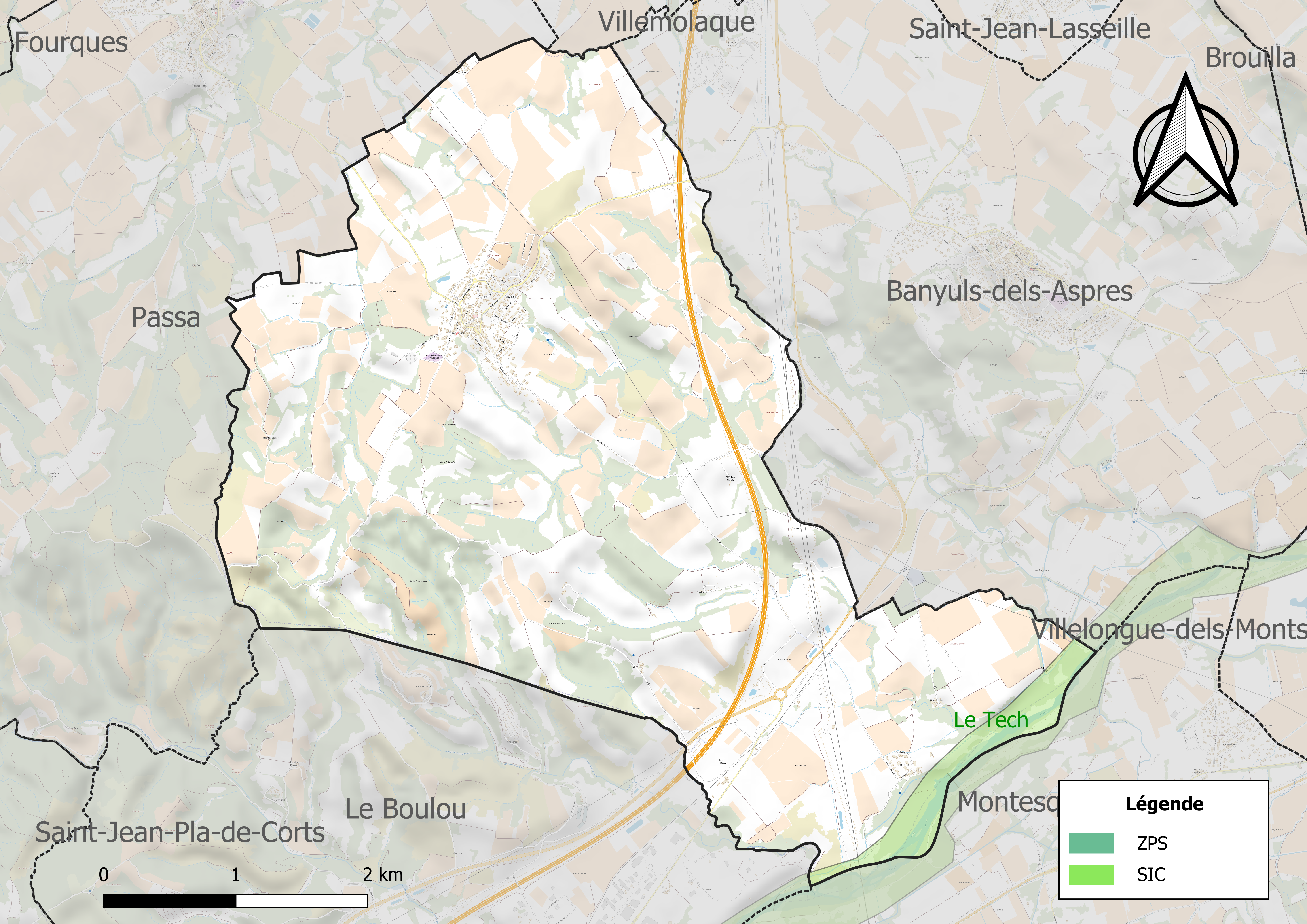
Site Natura 2000 sur le territoire communal.

Le réseau Natura 2000 est un réseau écologique européen de sites naturels d'intérêt écologique élaboré à partir des directives habitats et oiseaux, constitué de zones spéciales de conservation (ZSC) et de zones de protection spéciale (ZPS).
Un site Natura 2000 a été défini sur la commune au titre de la directive habitats : « le Tech », d'une superficie de 1 467 ha, hébergeant le Barbeau méridional qui présente une très grande variabilité génétique dans tout le bassin versant du Tech. Le haut du bassin est en outre colonisé par le Desman des Pyrénées.

#### Zones naturelles d'intérêt écologique, faunistique et floristique
L’inventaire des zones naturelles d'intérêt écologique, faunistique et floristique (ZNIEFF) a pour objectif de réaliser une couverture des zones les plus intéressantes sur le plan écologique, essentiellement dans la perspective d’améliorer la connaissance du patrimoine naturel national et de fournir aux différents décideurs un outil d’aide à la prise en compte de l’environnement dans l’aménagement du territoire.
Une ZNIEFF de type 1 est recensée sur la commune :
la « vallée du Tech de Céret à Ortaffa » (611 ha), couvrant 10 communes du département et une ZNIEFF de type 2, : 
la « rivière le Tech » (933 ha), couvrant 14 communes du département.

Carte des ZNIEFF de type 1 et 2 à Tresserre.
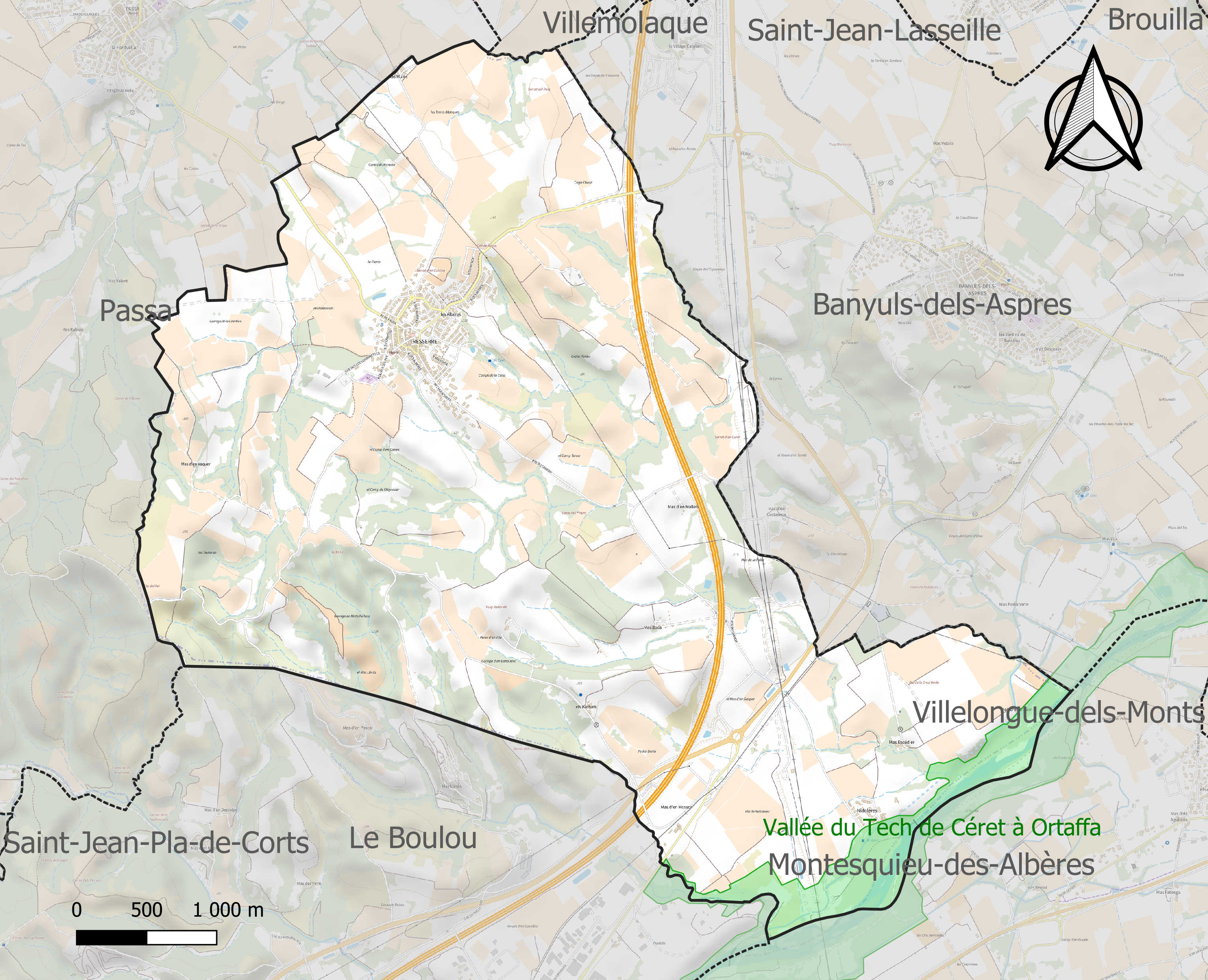
Carte de la ZNIEFF de type 1 sur la commune.
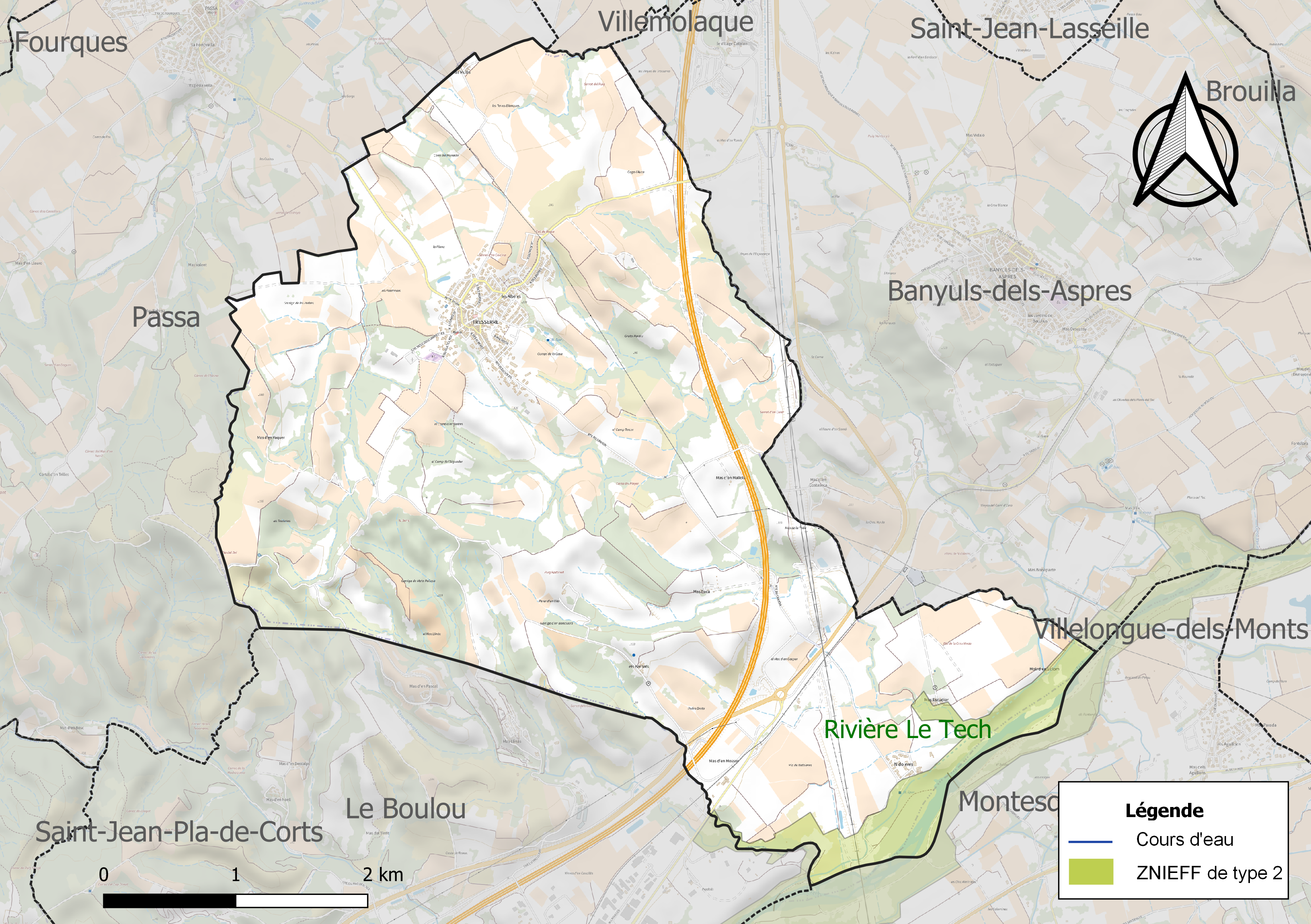
Carte de la ZNIEFF de type 2 sur la commune.

## Urbanisme

### Typologie
Au 1er janvier 2024, Tresserre est catégorisée bourg rural, selon la nouvelle grille communale de densité à sept niveaux définie par l'Insee en 2022.
Elle est située hors unité urbaine. Par ailleurs la commune fait partie de l'aire d'attraction de Perpignan, dont elle est une commune de la couronne,. Cette aire, qui regroupe 118 communes, est catégorisée dans les aires de 200 000 à moins de 700 000 habitants,.

### Occupation des sols
L'occupation des sols de la commune, telle qu'elle ressort de la base de données européenne d’occupation biophysique des sols Corine Land Cover (CLC), est marquée par l'importance des territoires agricoles (91 % en 2018), en diminution par rapport à 1990 (97,3 %). La répartition détaillée en 2018 est la suivante : 
cultures permanentes (69,6 %), zones agricoles hétérogènes (21,4 %), zones industrielles ou commerciales et réseaux de communication (3,5 %), zones urbanisées (3,1 %), forêts (1,2 %), milieux à végétation arbustive et/ou herbacée (1,2 %). L'évolution de l’occupation des sols de la commune et de ses infrastructures peut être observée sur les différentes représentations cartographiques du territoire : la carte de Cassini (XVIIIe siècle), la carte d'état-major (1820-1866) et les cartes ou photos aériennes de l'IGN pour la période actuelle (1950 à aujourd'hui).

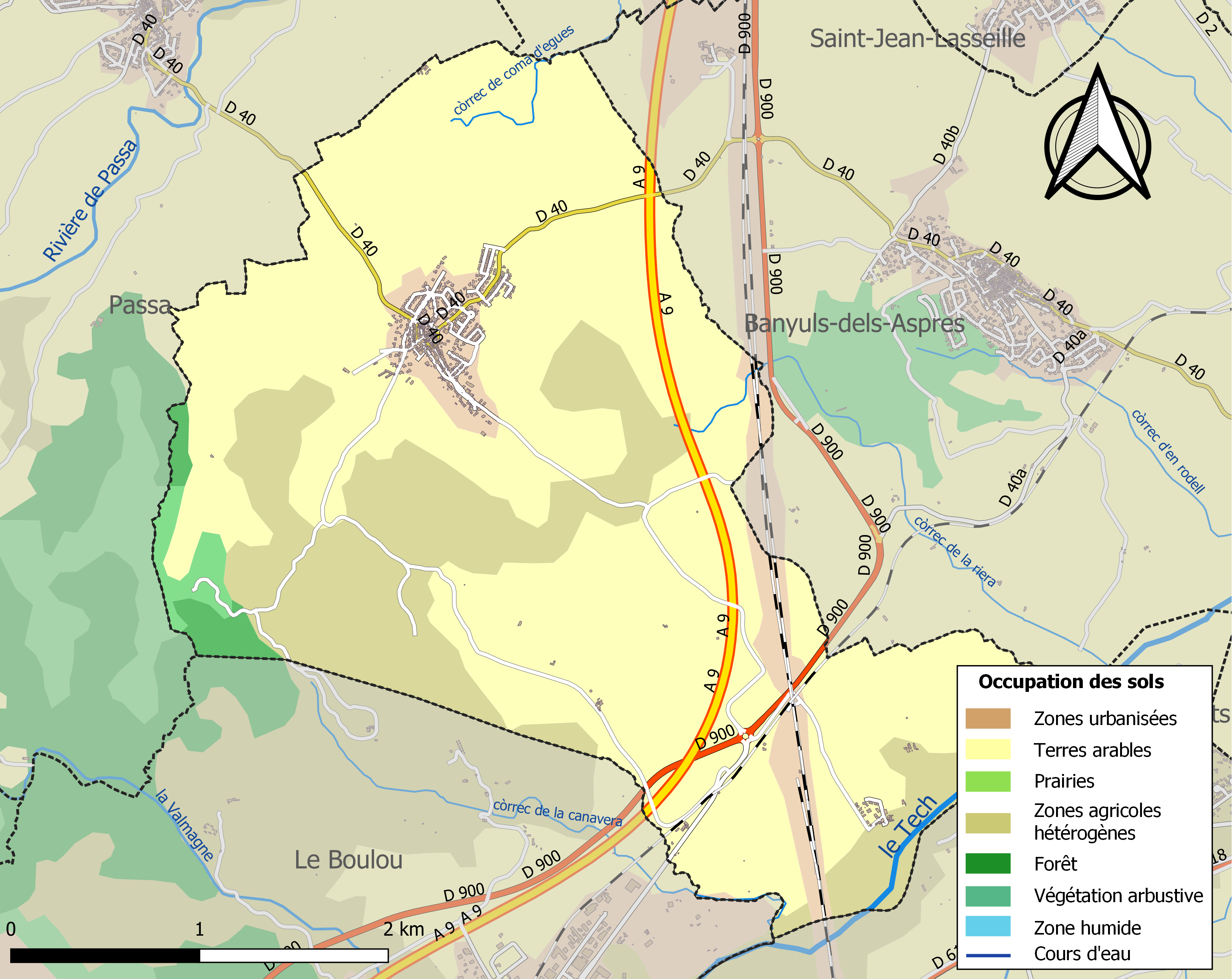
Carte des infrastructures et de l'occupation des sols de la commune en 2018 (CLC).

### Voies de communication et transports
La ligne 571 du réseau régional liO relie la commune à la gare de Perpignan.

### Risques majeurs
Le territoire de la commune de Tresserre est vulnérable à différents aléas naturels : inondations, climatiques (grand froid ou canicule), feux de forêts, mouvements de terrains et séisme (sismicité modérée). Il est également exposé à un risque technologique,  le transport de matières dangereuses,.

#### Risques naturels
Certaines parties du territoire communal sont susceptibles d’être affectées par le risque d’inondation par crue torrentielle de cours d'eau du bassin du Tech.
Les mouvements de terrains susceptibles de se produire sur la commune sont soit des mouvements liés au retrait-gonflement des argiles, soit des glissements de terrains. Une cartographie nationale de l'aléa retrait-gonflement des argiles permet de connaître les sols argileux ou marneux susceptibles vis-à-vis de ce phénomène.
Ces risques naturels sont pris en compte dans l'aménagement du territoire de la commune par le biais d'un plan de surfaces submersibles valant plan de prévention des risques.

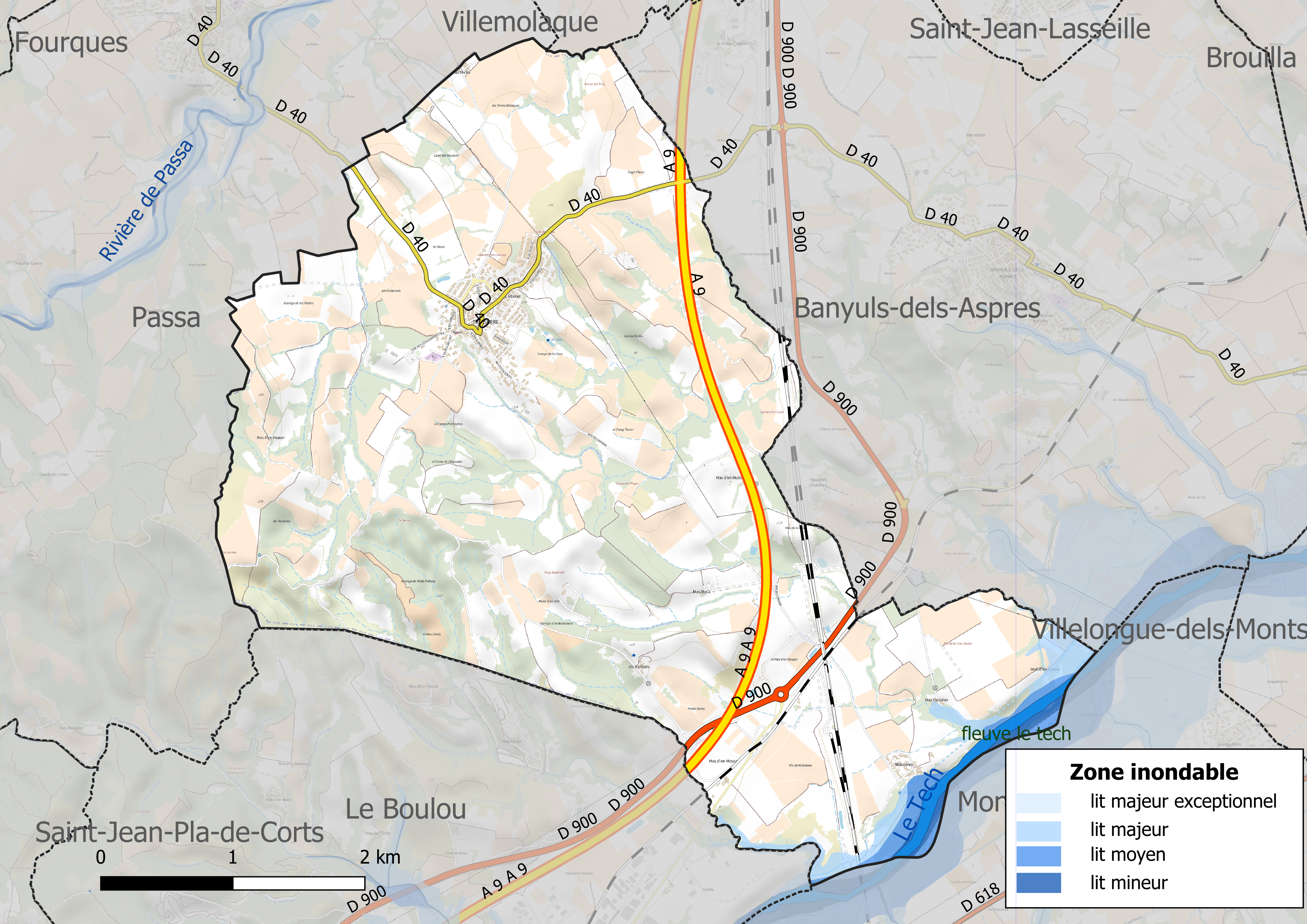
Carte des zones inondables.
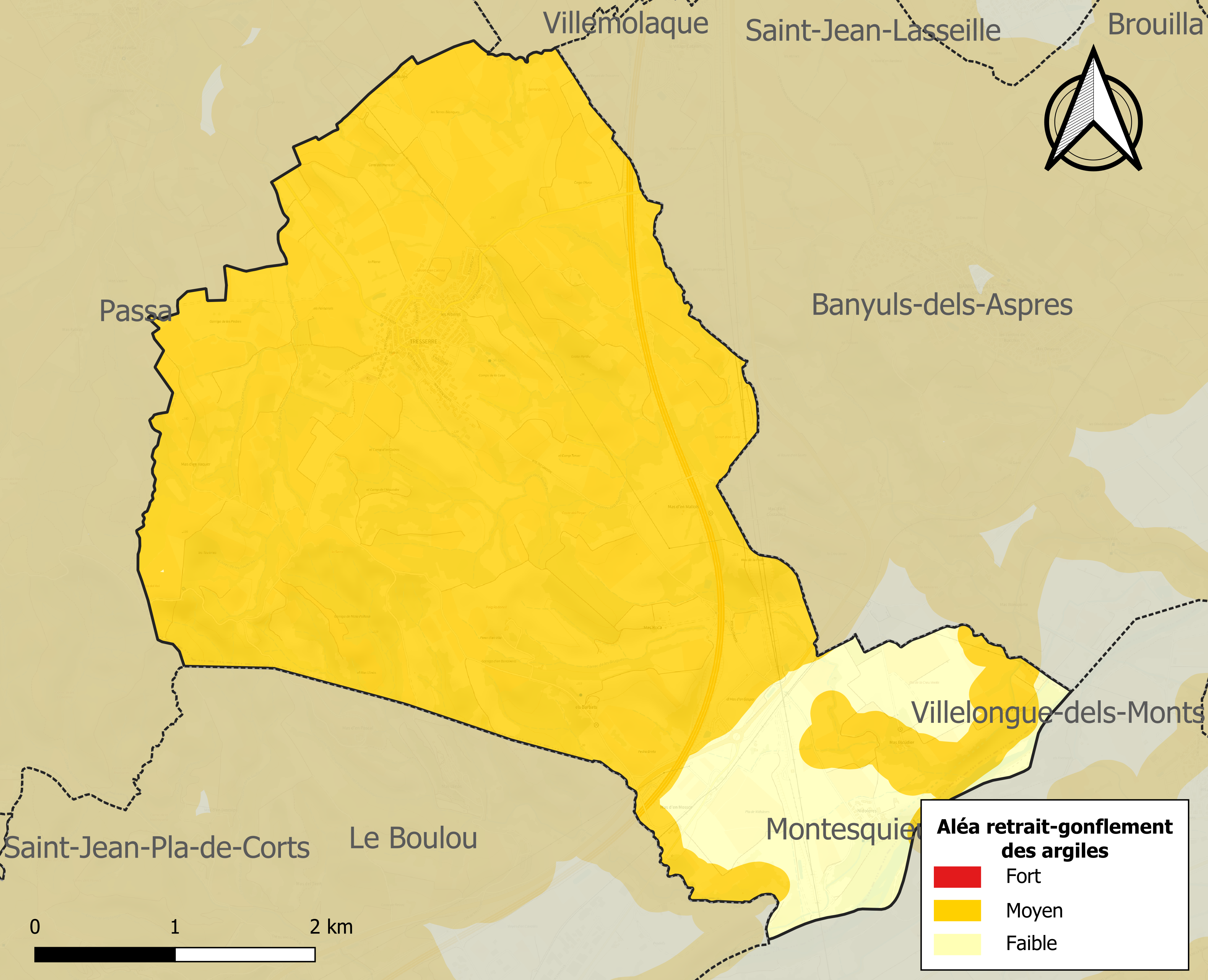
Carte des zones d'aléa retrait-gonflement des argiles.

#### Risques technologiques
Le risque de transport de matières dangereuses sur la commune est lié à sa traversée par des infrastructures routières et ferroviaires importantes et la présence d'une canalisation de transport de gaz. Un accident se produisant sur de telles infrastructures est en effet susceptible d’avoir des effets graves au bâti ou aux personnes jusqu’à 350 m, selon la nature du matériau transporté. Des dispositions d’urbanisme peuvent être préconisées en conséquence.

## Toponymie
En catalan, le nom de la commune est Tresserra.
En 1793, le nom de la commune et Tresserre et Nidolère ou simplement Tresserre.

## Histoire
Lors de la création des communes en 1790, Tresserre absorbe le hameau voisin de Nidolères.

## Politique et administration

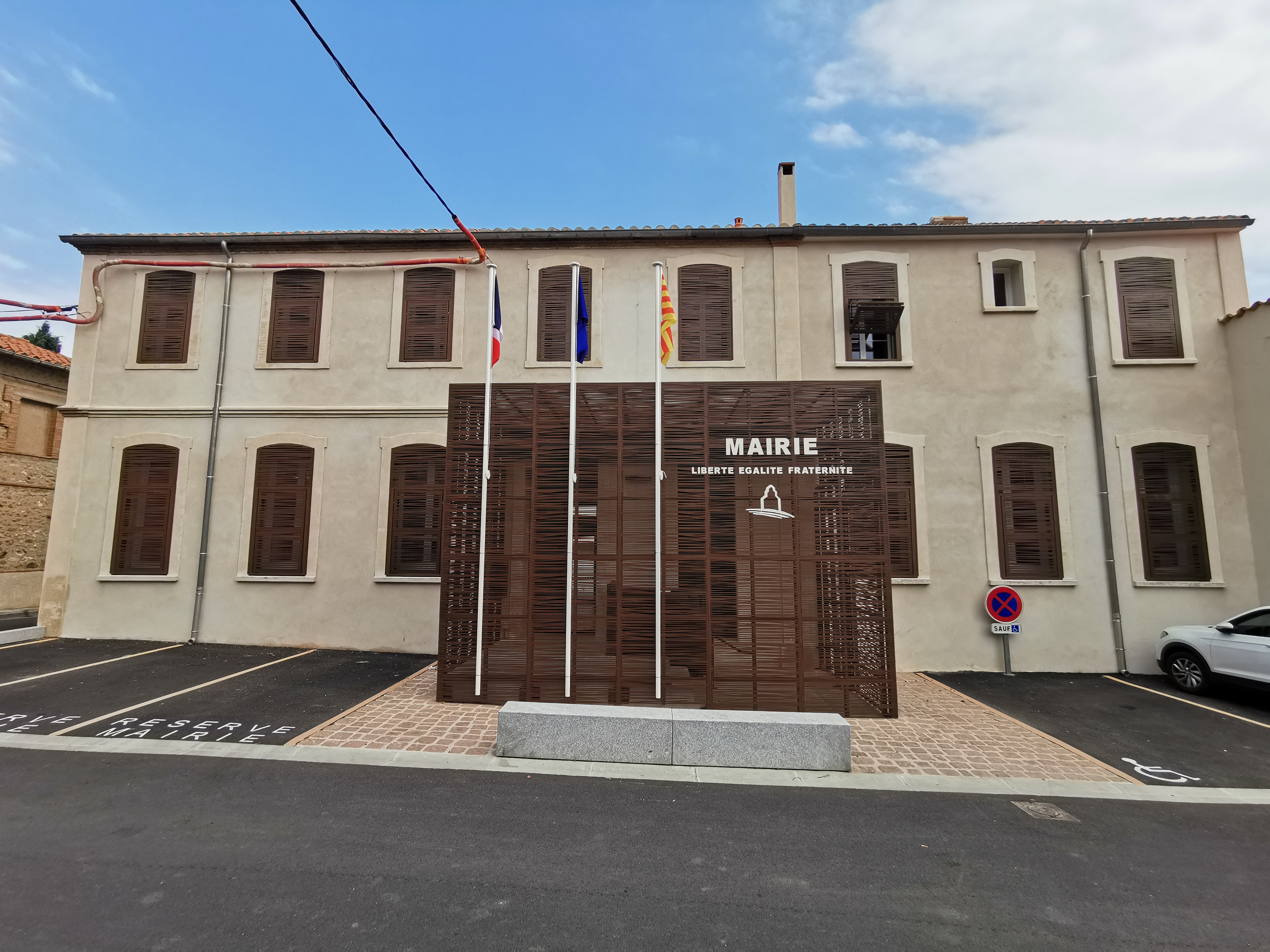
Mairie de Tresserre

À compter des élections départementales de 2015, la commune est incluse dans le nouveau canton des Aspres.

### Administration municipale
Le conseil municipal est composé de quinze élus : le maire, trois adjoints, et onze conseillers municipaux.

### Liste des maires
| Période        | Période        | Identité       | Étiquette | Qualité |
| -------------- | -------------- | -------------- | --------- | ------- |
| 1989           | 2001           | René Salomé    | SE        |         |
| 2001           | 2008           | Raoul Molins   | SE        |         |
| 2008           | 3 juillet 2020 | Jean Amouroux  | SE        |         |
| 3 juillet 2020 | En cours       | Michel Thiriet | SE        |         |

## Population et société

### Démographie ancienne
La population est exprimée en nombre de feux (f) ou d'habitants (H).
| 1355 | 1358 | 1359 | 1365 | 1378 | 1470 | 1515 | 1553 | 1643 |
| ---- | ---- | ---- | ---- | ---- | ---- | ---- | ---- | ---- |
| 23 f | 11 f | 26 f | 28 f | 21 f | 15 f | 13 f | 12 f | 16 f |

| 1709 | 1720 | 1730 | 1767  | 1774 | 1789 | - | - | - |
| ---- | ---- | ---- | ----- | ---- | ---- | - | - | - |
| 31 f | 33 f | 37 f | 253 H | 37 f | 40 f | - | - | - |

Notes :
- 1358 : pour Nidolères seulement ;
- 1365 : dont 5 f pour Nidolères ;
- 1378 : dont 5 f pour Nidolères ;
- 1470, 1720 et 1789 : pour Tresserre et Nidolères.

### Démographie contemporaine
L'évolution du nombre d'habitants est connue à travers les recensements de la population effectués dans la commune depuis 1793. Pour les communes de moins de 10 000 habitants, une enquête de recensement portant sur toute la population est réalisée tous les cinq ans, les populations de référence des années intermédiaires étant quant à elles estimées par interpolation ou extrapolation. Pour la commune, le premier recensement exhaustif entrant dans le cadre du nouveau dispositif a été réalisé en 2004.

En 2022, la commune comptait 1 171 habitants, en évolution de +11 % par rapport à 2016 (Pyrénées-Orientales : +3,92 %, France hors Mayotte : +2,11 %).
| 1793 | 1800 | 1806 | 1821 | 1831 | 1836 | 1841 | 1846 | 1851 |
| ---- | ---- | ---- | ---- | ---- | ---- | ---- | ---- | ---- |
| 222  | 199  | 274  | 320  | 307  | 334  | 358  | 360  | 367  |

| 1856 | 1861 | 1866 | 1872 | 1876 | 1881 | 1886 | 1891 | 1896 |
| ---- | ---- | ---- | ---- | ---- | ---- | ---- | ---- | ---- |
| 367  | 325  | 325  | 309  | 347  | 390  | 394  | 407  | 507  |

| 1901 | 1906 | 1911 | 1921 | 1926 | 1931 | 1936 | 1946 | 1954 |
| ---- | ---- | ---- | ---- | ---- | ---- | ---- | ---- | ---- |
| 511  | 515  | 510  | 503  | 402  | 402  | 366  | 317  | 389  |

| 1962 | 1968 | 1975 | 1982 | 1990 | 1999 | 2004 | 2006 | 2009 |
| ---- | ---- | ---- | ---- | ---- | ---- | ---- | ---- | ---- |
| 411  | 392  | 335  | 379  | 503  | 637  | 686  | 742  | 774  |

| 2014  | 2019  | 2022  | - | - | - | - | - | - |
| ----- | ----- | ----- | - | - | - | - | - | - |
| 1 019 | 1 085 | 1 171 | - | - | - | - | - | - |

| selon la population municipale des années : | 1968 | 1975 | 1982 | 1990 | 1999 | 2006 | 2009 | 2013 |
| Rang de la commune dans le département      | 97   | 107  | 105  | 99   | 88   | 89   | 90   | 87   |
| Nombre de communes du département           | 232  | 217  | 220  | 225  | 226  | 226  | 226  | 226  |

### Enseignement

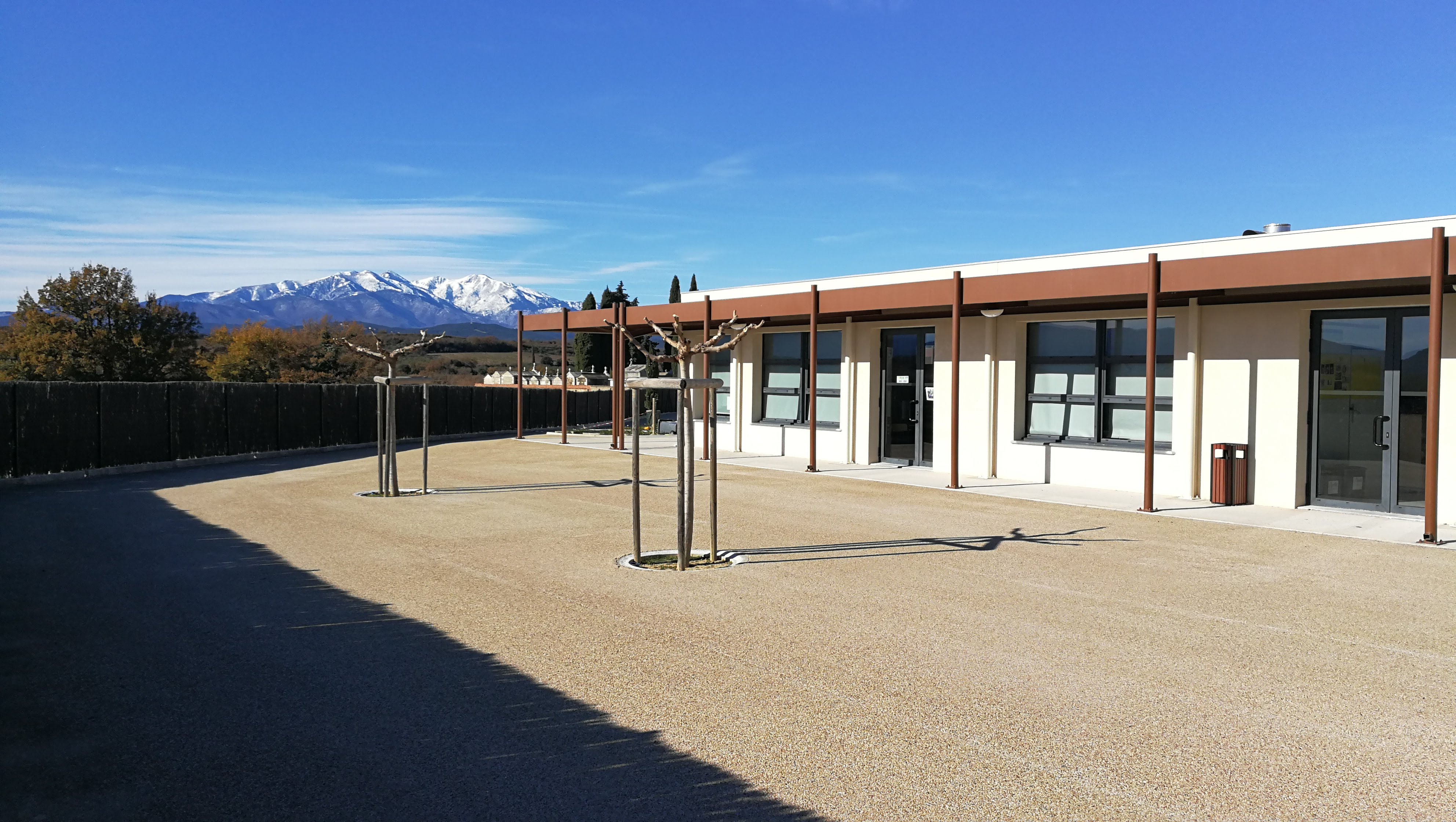
École communale François Pous

La nouvelle école communale François Pous située au 14 rue du Pla del Rey a été inaugurée le lundi 2 septembre 2019. Le bâtiment de l'ancienne école située au 5 rue du Pla del Rey a été rénovée et abrite la nouvelle mairie qui a ouvert ses portes au public le lundi 3 août 2020.

### Manifestations culturelles et festivités
- Fête des sorcières (la festa de les bruixes, prononcer « brouches ») : Fin octobre
- Fête patronale : 29 novembre[44] ;
- Fête communale : dimanche de Pentecôte[44].

## Économie

### Revenus
En 2018, la commune compte 432 ménages fiscaux, regroupant 1 032 personnes. La médiane du revenu disponible par unité de consommation est de 21 410 € (19 350 € dans le département).

### Emploi
|                | 2008   | 2013   | 2018   |
| -------------- | ------ | ------ | ------ |
| Commune        | 10 %   | 10 %   | 11 %   |
| Département    | 10,3 % | 12,9 % | 13,3 % |
| France entière | 8,3 %  | 10 %   | 10 %   |

En 2018, la population âgée de 15 à 64 ans s'élève à 673 personnes, parmi lesquelles on compte 79,1 % d'actifs (68 % ayant un emploi et 11 % de chômeurs) et 20,9 % d'inactifs,. Depuis 2008, le taux de chômage communal (au sens du recensement) des 15-64 ans est inférieur à celui du département, mais supérieur à celui de la France.
La commune fait partie de la couronne de l'aire d'attraction de Perpignan, du fait qu'au moins 15 % des actifs travaillent dans le pôle,. Elle compte 96 emplois en 2018, contre 110 en 2013 et 93 en 2008. Le nombre d'actifs ayant un emploi résidant dans la commune est de 467, soit un indicateur de concentration d'emploi de 20,7 % et un taux d'activité parmi les 15 ans ou plus de 62,2 %.
Sur ces 467 actifs de 15 ans ou plus ayant un emploi, 65 travaillent dans la commune, soit 14 % des habitants. Pour se rendre au travail, 90,7 % des habitants utilisent un véhicule personnel ou de fonction à quatre roues, 1,5 % les transports en commun, 4,8 % s'y rendent en deux-roues, à vélo ou à pied et 3 % n'ont pas besoin de transport (travail au domicile).

### Activités hors agriculture

#### Secteurs d'activités
51 établissements sont implantés  à Tresserre au 31 décembre 2019. Le tableau ci-dessous en détaille le nombre par secteur d'activité et compare les ratios avec ceux du département,.
| Secteur d'activité                                                                                        | Commune | Commune | Département |
| Secteur d'activité                                                                                        | Nombre  | %       | %           |
| --- | ------- | ------- | ----------- |
| Ensemble                                                                                                  | 51      |         |             |
| Industrie manufacturière, industries extractives et autres                                                | 5       | 9,8 %   | (8,7 %)     |
| Construction                                                                                              | 15      | 29,4 %  | (14,3 %)    |
| Commerce de gros et de détail, transports, hébergement et restauration                                    | 6       | 11,8 %  | (30,5 %)    |
| Activités financières et d'assurance                                                                      | 2       | 3,9 %   | (3 %)       |
| Activités immobilières                                                                                    | 5       | 9,8 %   | (6,2 %)     |
| Activités spécialisées, scientifiques et techniques et activités de services administratifs et de soutien | 12      | 23,5 %  | (13 %)      |
| Administration publique, enseignement, santé humaine et action sociale                                    | 4       | 7,8 %   | (13,9 %)    |
| Autres activités de services                                                                              | 2       | 3,9 %   | (8,5 %)     |

Le secteur de la construction est prépondérant sur la commune puisqu'il représente 29,4 % du nombre total d'établissements de la commune (15 sur les 51 entreprises implantées  à Tresserre), contre 14,3 % au niveau départemental.

#### Entreprises et commerces
Les trois entreprises ayant leur siège social sur le territoire communal qui génèrent le plus de chiffre d'affaires en 2020 sont : 
- EURL La Garenne, hôtels et hébergement similaire (160 k€)
- SB Amenagement, activités des marchands de biens immobiliers (10 k€)
- Efficience Nomade SASU, activités des agences de publicité (8 k€)

La commune compte plusieurs parcelles dédiées à la viticulture, dont l'une est utilisée par Sun'R pour tester sa technologie agrivoltaïque depuis 2018,.

### Agriculture
La commune est dans la « plaine du Roussillon », une petite région agricole occupant la bande côtière et une grande partie centrale du département des Pyrénées-Orientales. En 2020, l'orientation technico-économique de l'agriculture  sur la commune est la viticulture.
|               | 1988 | 2000 | 2010 | 2020 |
| ------------- | ---- | ---- | ---- | ---- |
| Exploitations | 36   | 31   | 21   | 14   |
| SAU (ha)      | 841  | 630  | 455  | 303  |

Le nombre d'exploitations agricoles en activité et ayant leur siège dans la commune est passé de 36 lors du recensement agricole de 1988  à 31 en 2000 puis à 21 en 2010 et enfin à 14 en 2020, soit une baisse de 61 % en 32 ans. Le même mouvement est observé à l'échelle du département qui a perdu pendant cette période 73 % de ses exploitations,. La surface agricole utilisée sur la commune a également diminué, passant de 841 ha en 1988 à 303 ha en 2020. Parallèlement la surface agricole utilisée moyenne par exploitation a baissé, passant de 23 à 22 ha.

## Culture locale et patrimoine

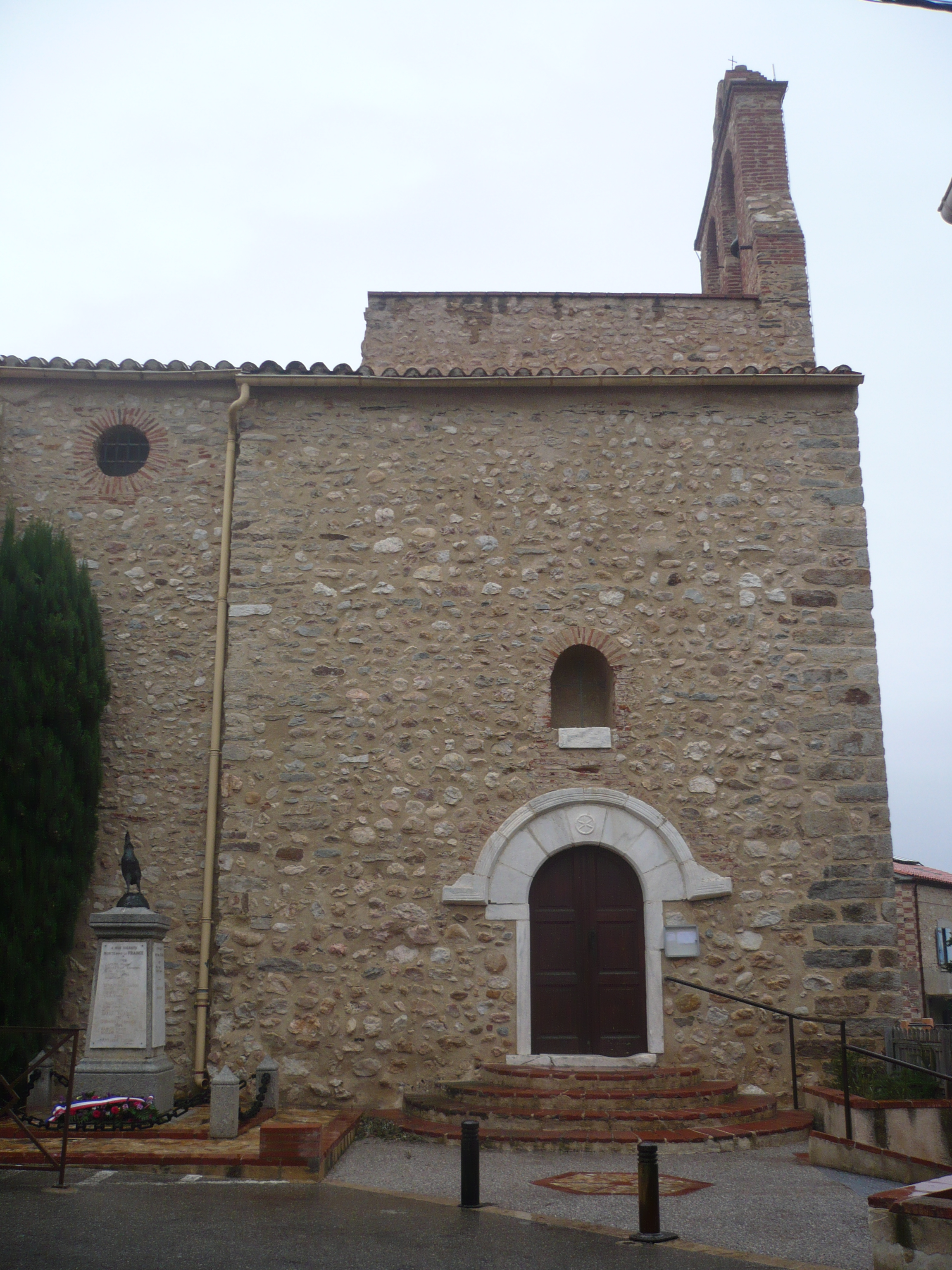
Église Saint-Saturnin

### Monuments et lieux touristiques
- Église Saint-Saturnin de Tresserre.
- Église Saint-Étienne de Nidolères : église romane en ruines située à Nidolères.

### Personnalités liées à la commune
- Fernand Vaquer (1889-1969) : joueur de rugby à XV mort à Tresserre ;